# Szeged (stacja kolejowa)
Szeged (węg. Szeged pályaudvar) – stacja kolejowa w Segedynie, w komitacie Csongrád, na Węgrzech. Położona jest w centrum miasta, na Indóház tér.

## Historia
Linia kolejowa do Segedynu powstała w 1854, ale budynek dworca powstał 4 lata później, gdy wybudowano linię w kierunku Timișoary. W 1902 roku powstał nowy reprezentacyjny budynek według projektu Ferenca Pfaffa, który był głównym architektem MAV. Budynek powstał w stylu historyzmu.
Budynek przeszedł dwukrotnie generalny remont. Pierwszy w 1964, a drugi w 2006, kiedy przywrócono mu oryginalną formę.

## Linie kolejowe
- Linia kolejowa 135 Szeged – Békéscsaba
- Linia kolejowa 136 Szeged – Subotica
- Linia kolejowa 140 Cegléd – Szeged

## Transport publiczny
Stacja jest obsługiwana przez:
- 2 linie tramwajowe (Szegedi Közlekedési Kft)
- kilka linii autobusowych (Tisza Volán)

## Galeria

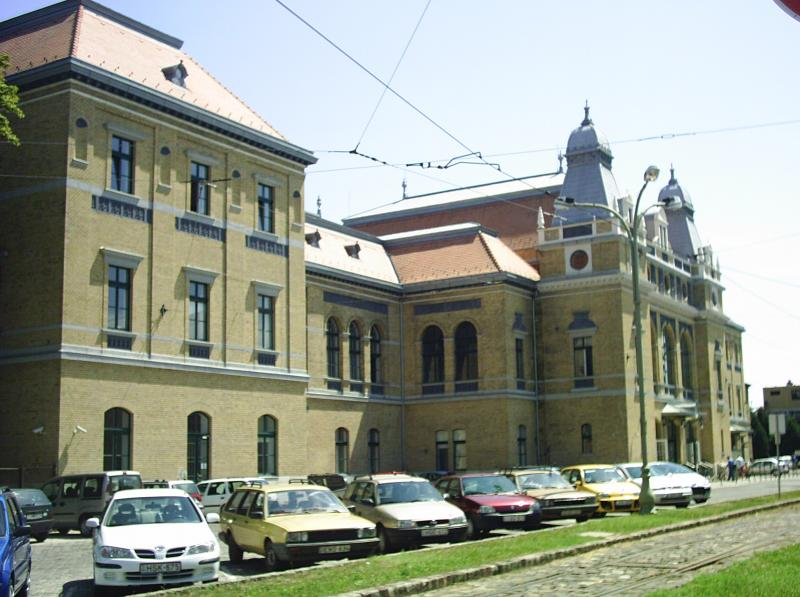
Budynek od strony Indóház tér
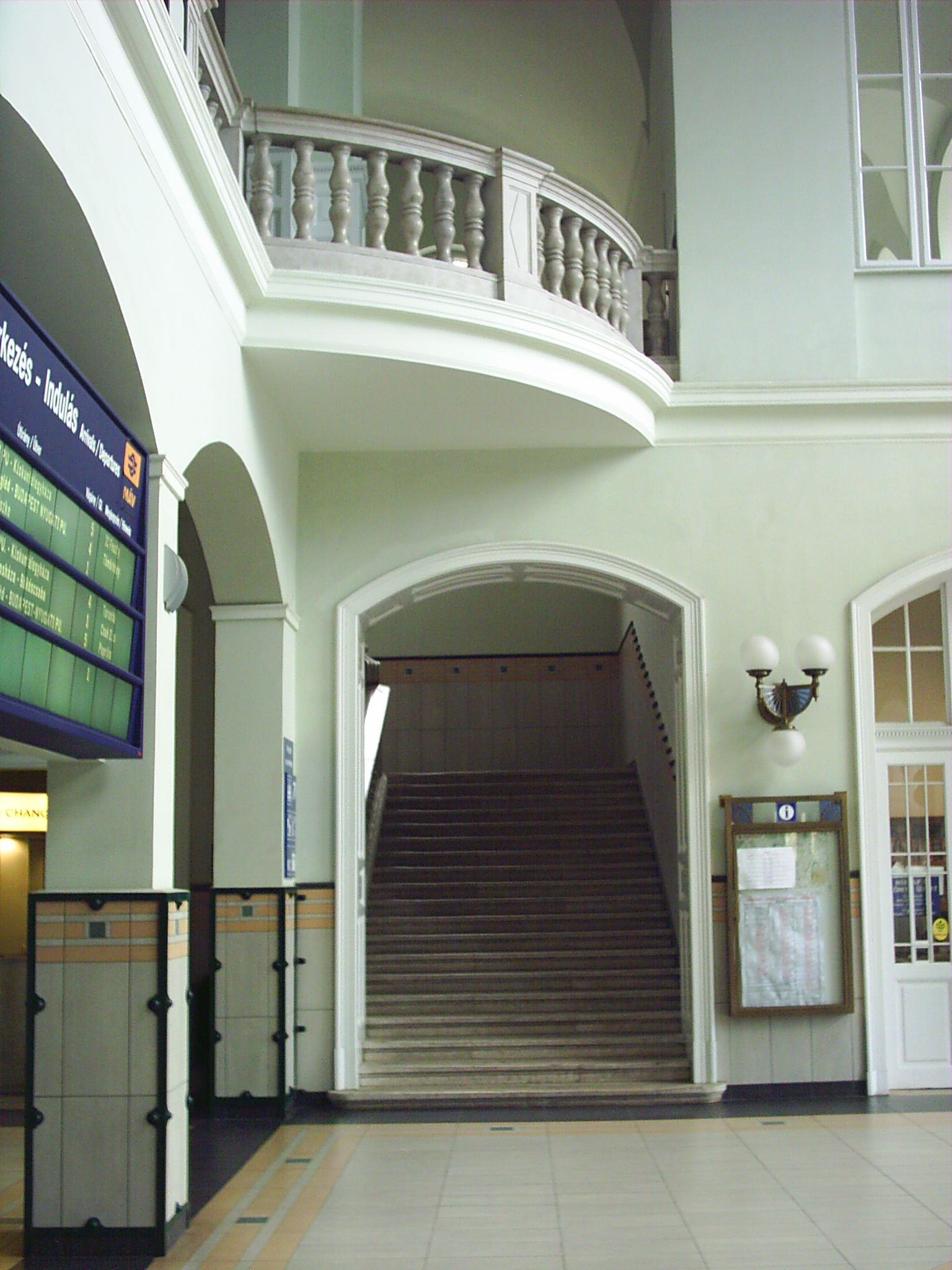
Widok na klatkę schodową
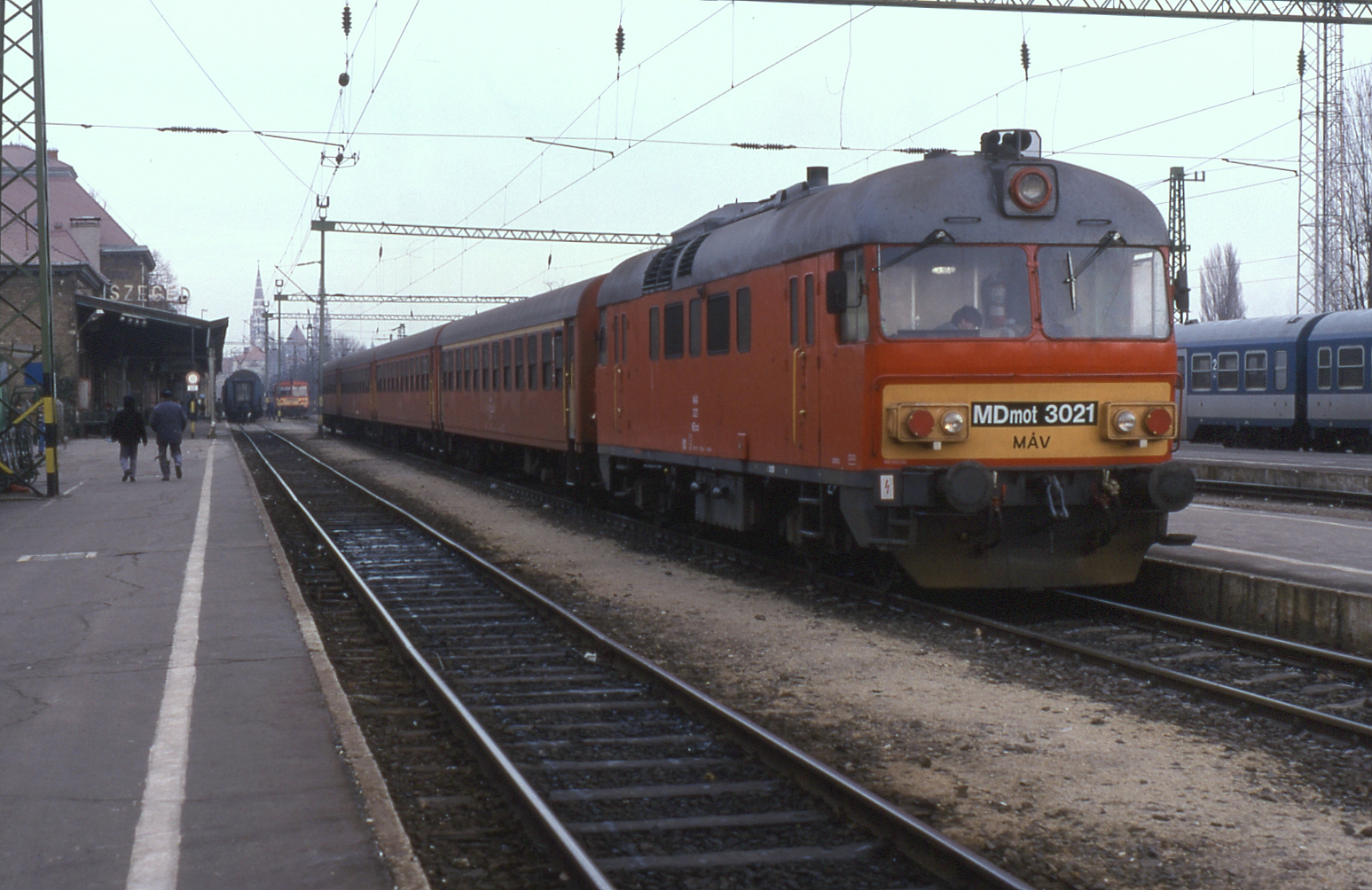
Perony
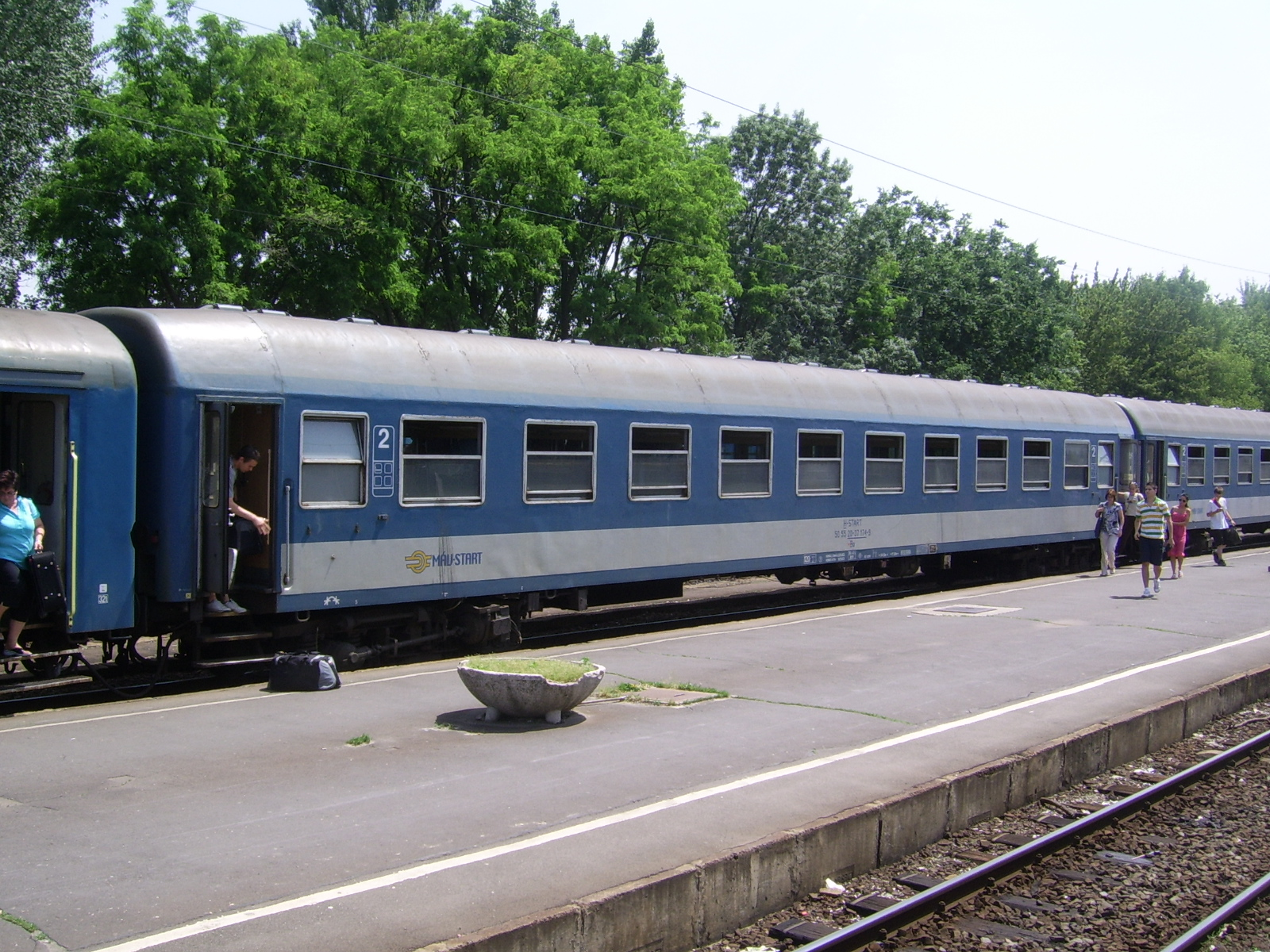
Pociąg Intercity